# Deventer (Missouri)
Deventer of Deventer MO is een gemeentevrij gebied in het oosten van Mississippi County (Missouri) in de Verenigde Staten. Het bevindt zich aan Missouri State Route 77, ongeveer 16 km (10 mi) ten zuidoosten van Charleston (Missouri).

## Etymologie
Het is mogelijk dat Nederlandse immigranten zich in het gebied vestigden en hun nederzetting naar de Nederlandse stad Deventer, in Overijssel noemden.
Een master-thesis uit 1938 geeft echter andere verklaring voor de naam Deventer. In deze kleine nederzetting werd na een verzoek van Frank May , een prominente landeigenaar, in 1910 een postkantoor opgericht. Om het postkantoor te kunnen oprichten moest de nederzetting een naam hebben. Daarom diende May acht mogelijke namen in bij de regering: Mayville (afgeleid van May’s eigen naam), Reeves, Earl, Harris, Boyce, Tinner, Prat (naar diverse vrienden en kennissen) en Deventer (naar Deventer Miller (1889-1971), een vriend van May). Uiteindelijk was Deventer de naam die door de  autoriteiten werd gekozen.

## Plaatsen in de nabije omgeving
De onderstaande figuur toont nabijgelegen plaatsen in een straal van 15 km rond Deventer (Missouri).